# Cecilio Ibarreche
Cecilio Ibarreche Aramburu (Bilbao, Vizcaya, 14 de abril de 1892 - Ibidem 2 de mayo de 1961) fue un futbolista que jugó como portero en el Athletic Club.

## Biografía
Debutó con el Athletic Club el 17 de marzo de 1913 ante el Real Madrid, heredando así el puesto que había dejado vacante Luis Astorquia (campeón de Copa en 1910 y 1911). Poco después, el 21 de agosto, estuvo presente en el primer partido disputado en San Mamés, siendo así el primer guardameta en jugar en dicho estadio como local. Su carrera se prolongó varios años más, en los que disputó 47 encuentros, siendo titular en tres finales de Copa consecutivas.

## Clubes
| Club          | País   | Año       |
| ------------- | ------ | --------- |
| Athletic Club | España | 1913-1917 |

## Palmarés

### Campeonatos regionales
| Título               | Club          | País   | Año  |
| -------------------- | ------------- | ------ | ---- |
| Campeonato del Norte | Athletic Club | España | 1914 |
| Campeonato del Norte | Athletic Club | España | 1915 |
| Campeonato del Norte | Athletic Club | España | 1916 |

### Campeonatos nacionales
| Título       | Club          | País   | Año  |
| ------------ | ------------- | ------ | ---- |
| Copa del Rey | Athletic Club | España | 1914 |
| Copa del Rey | Athletic Club | España | 1915 |
| Copa del Rey | Athletic Club | España | 1916 |